# Barbronia
Barbronia (Барбронія) — рід п'явок родини Salifidae ряду Безхоботні п'явки (Arhynchobdellida). Має 10 видів. У 1996 році запропоновано виокремити в самостійну родину Barbronidae, але ця пропозиція не знайшла натепер підтримки.

## Опис
Загальна довжина представників цієї родини коливається від 2,5 до 4 см. Тіло струнке, циліндричне, хробакоподібне, складається з 5-кільцевих сомітів (28-30 сегментів), схоже на рід Linta. Відмінністю є наявність 3 пар очей (перша розташовано доволі близько до кінчика голови, 2 інші пари зверху з боків); 3 пари фарінгенальних стилів (жорсткі глоткові утворення); додаткових копулятивних пор на сегментах на 10-11 (у самців) і 13-14 (у самиць) сегментах. Гонопори розташовано між 4 та 5 кільцями. Тіло вкрито пухирцями на спині та череві. Нефопори погано помітні.
Забарвлення коричневе, сірувате або рудувате з різними відтінками.

## Спосіб життя
Зустрічається у невеличких річках та струмках, водоймах з проточною водою, а також в ставках і озерах з біогенними  елементами. Воліють до макрофітів та жорстких підстилок на кшталт каміння та деревного сміття. Доволі активні хижаки, що полюють на водних безхребетних, насамперед личинок комарів-хіронімід та олігохет, яких проковтують за допомогою глоткового стилету.
Дорослі п'явки дуже репродуктивні і можуть щотижня утворювати один кокон, де перебуває до 5-10 яєць.
Тривалість життя від 3 місяців до 1 року.

## Розповсюдження
Поширено переважно в Афганістані, Пакистані, Індії, Непалі, Бангладеш, південному Китаї. Також зустрічаються в Єгипті, Еритреї, Індонезії, південному Таїланді. Найбільш поширена Barbronia weberi, окремі випадки її наявності зафіксовано в Австралії, Новій Зеландії, Іспанії, Великій Британії, Італії, Австрії, Німеччині, Бразилії та США (штати Північна та Південна Кароліна, Флорида). Ймовірно «пересувається» країнами за допомогою людини, яка перевозить риб або морських тварин, не помічаючи п'явок. На користь цієї версії свідчить присутність цього виду в річках біля великих міст Європи, Бразилії та США.

## Види
- Barbronia arcana
- Barbronia assiuti
- Barbronia delicata
- Barbronia formosana
- Barbronia gwalagwalensis
- Barbronia nepalensis
- Barbronia shillongensis
- Barbronia weberi
- Barbronia yunnanensis
- Barbronia zhejiangica